# Tejo de Lago

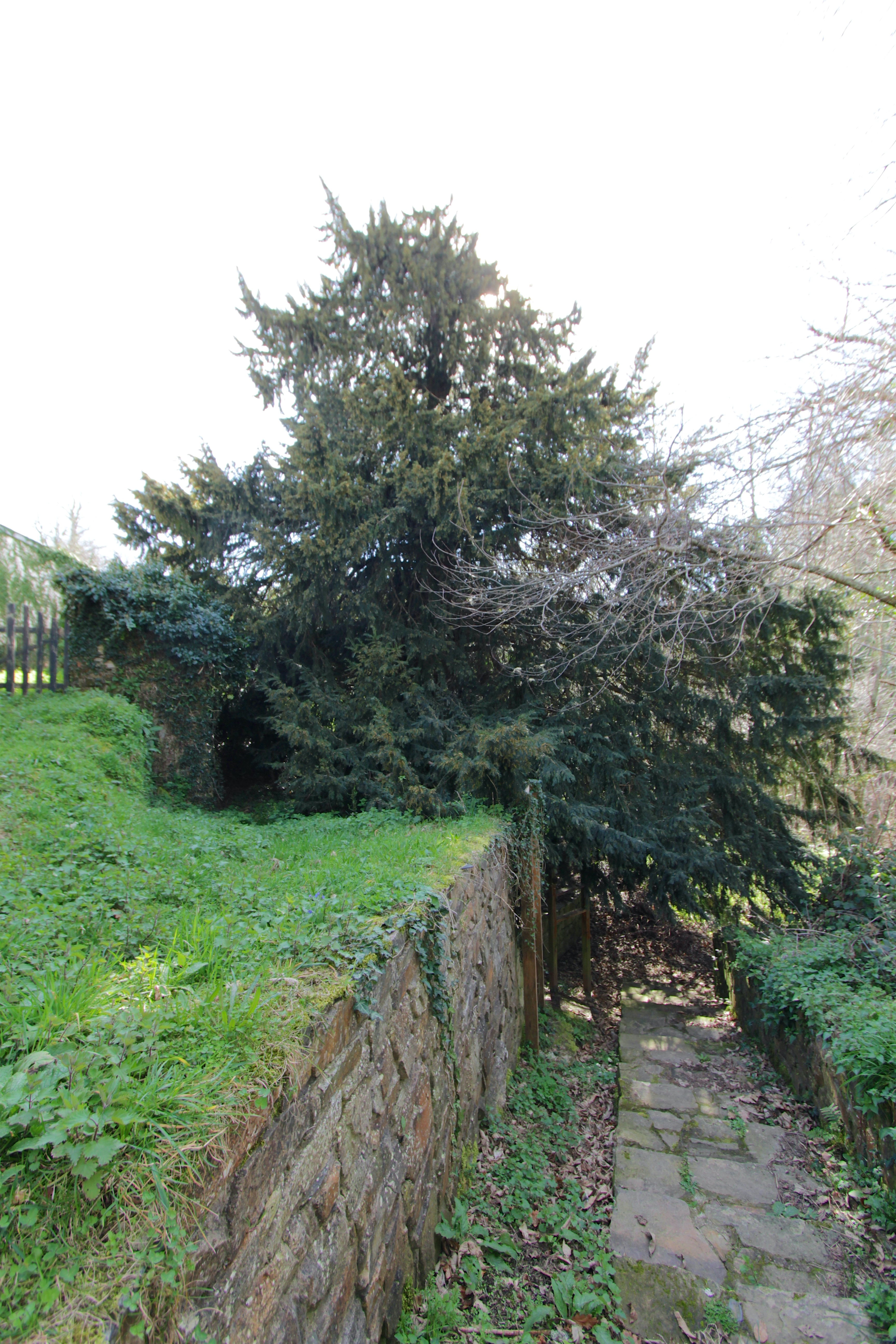
Tejo de Lago

El tejo de Lago es un tejo milenario perteneciente a la especie taxus baccata que se encuentra en la localidad de Lago al lado de la iglesia parroquial en el concejo de Allande, como solía suceder en estos casos el árbol era venerado por las comunidades antiguas cosa que aprovechó la iglesia católica para edificar luego sus templos al lado de él. 
Sus dimensiones son de 16 metros de altura, 9 de envergadura y algo menos de 6 de perímetro. Este tejo milenario está declarado monumento natural el 27 de abril de 1995 por lo que está protegido e incluido en el «Plan de ordenación de los recursos naturales» de Asturias (PORNA) y está incluido en el Paisaje protegido de las Sierras de Carondio y Valledor.